# 路易斯·安東尼奧·阿爾瓦雷斯·穆里略
路易斯·安東尼奧·阿爾瓦雷斯·穆里略（Luis Antonio Álvarez Murillo，1991年4月13日—），墨西哥男子射箭運動員。

## 生平
阿爾瓦雷斯生於墨西哥墨西加利。2012年，阿爾瓦雷斯在贏得美國奥格登射箭世界盃後，獲得參與2012年倫敦奧運參賽資格，為該國第一個參與奧運的射箭選手。在倫敦奧運會上，他在第一輪淘汰賽擊敗了Yavor Khristov，但第二輪遭到當年金牌得主吳真爀擊敗。在男子團體賽中，墨西哥擊敗馬來西亞和法國，但在四強賽輸給義大利，銅牌戰又輸給韓國，最終以第四名坐收。
2021年，阿爾瓦雷斯在東京奧運會混合團體射箭比賽上獲得銅牌。

## 外部連結
- 路易斯·安東尼奧·阿爾瓦雷斯·穆里略在國際射箭總會
- 路易斯·安東尼奧·阿爾瓦雷斯·穆里略在Sports Reference